# Congrès d'Arantzazu
Le congrès d'Arantzazu établit les règles de base du basque unifié ou Euskara batua à l'été 1968. L'objectif de ce congrès, situé au sanctuaire d'Arantzazu, est la normalisation de la langue basque ou Euskara avec l'unification de l'orthographe, du lexique, de la morphologie et des déclinaisons, que viendront compléter plus tard la conjugaison et la syntaxe en 1973, lors du congrès de Bergara. L'Académie de la langue basque ressentait la nécessité de créer un parler unifié, afin que la langue ait de meilleures chances de survivre.

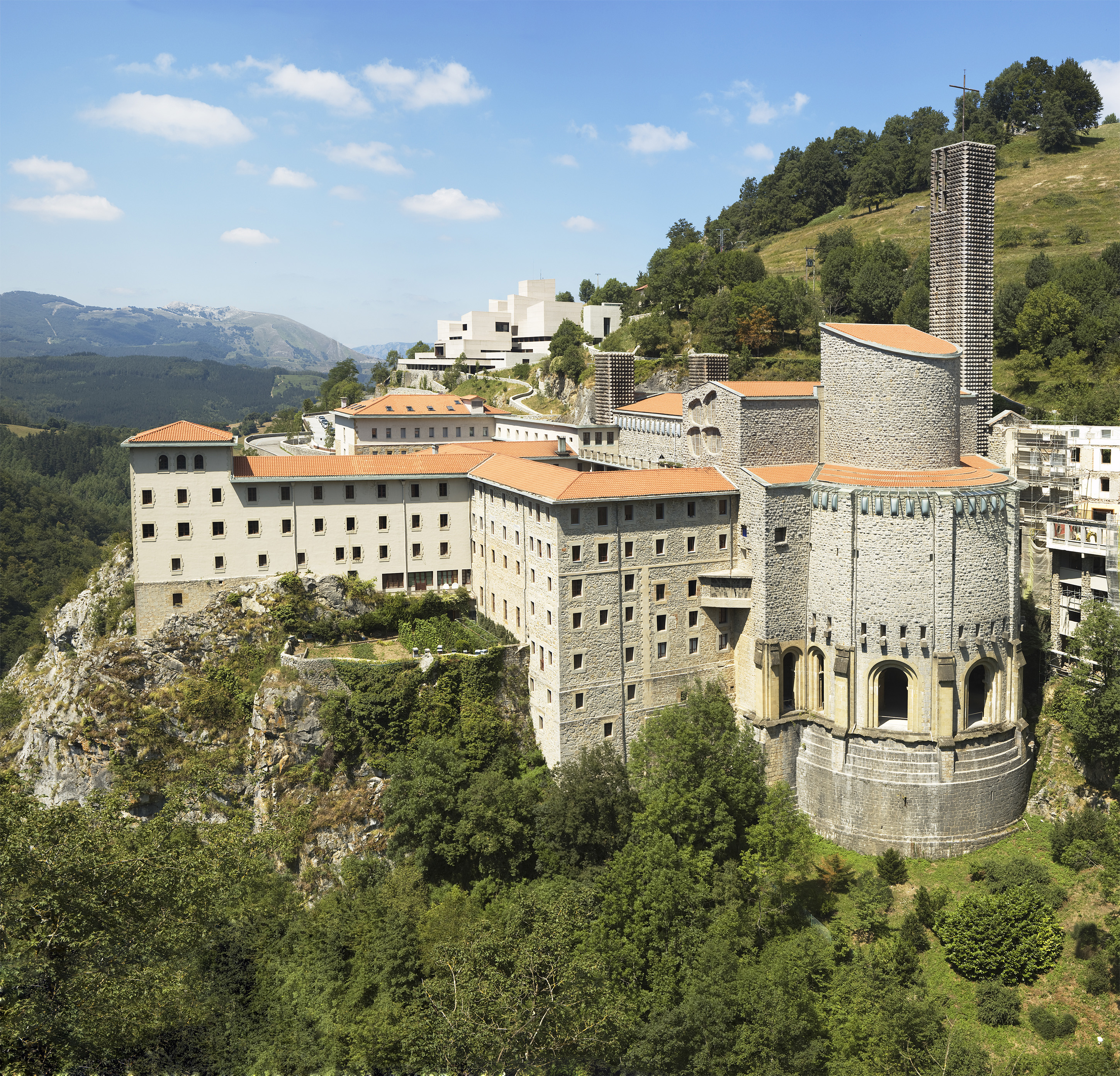
Sanctuaire d'Arantzazu

## Histoire
De l'automne 1963 à l'été 1964, une fois par mois, au 14 rue des Cordeliers, Txillardegi réunit autour de lui une équipe de basquisants, pour jeter les bases de départ vers la formation de ce basque écrit commun. Les huit participants habituels au groupe de travail de 1963-1964 sont Solaun et Monzon (membres du PNB), Txillardegi, Bilbao, Eneko Irigarai (ETA), Jean-Louis Davant (Enbata), les abbés Andiazabal et Roger Idiart.
Des écrivains, des poètes, des basquisants jettent les premières bases de la langue standard qu'ils présentent les 29 et 30 août 1964 dans un congrès, Baionako Biltzarra (biltzar de Bayonne), toujours au 14 rue des Cordeliers. Il réunit sous le patronage de Pierre Lafitte un groupe important de basquisants venus de l'ensemble du Pays basque. Les conclusions retenues par cette assemblée furent présentées à l'Académie qui les adopta, quoiqu'à une très courte majorité, après le congrès d'Arantzazu tenu dans l'été 1968,. 
C'est là qu'intervint Koldo Mitxelena, prenant ouvertement le relais de Txillardegi qui officialise les prémices du basque standard et établit la légitimité du processus. Krutwig ne participa nullement à ce projet, trop guipuscoan à ses yeux car il tenait à la généralisation du labourdin « classique » selon lui : pas celui d'Axular, trop populaire à ses yeux, mais celui plus archaïque de Lizarraga dans Testament Berria. Quant à Txillardegi et son équipe, il restait très attaché aux PH, Y, etc. hérités du grec ancien.
Dans la décennie qui suit, l'Académie affine ces propositions et dix ans plus tard, convoque un congrès qui se tient à Bergara. Une enquête montre que la très grande majorité des écrivains basques adoptent les normes proposées par l'Académie. Mieux encore, les jeunes écrivains sont les plus enthousiastes et, comme ils représentent l'avenir, l'Académie décide d'aller de l'avant. Dès lors, les décisions sont prises, l'orthographe, la déclinaison, les démonstratifs, les verbes auxiliaires, c'est-à-dire la morphologie nominale et verbale sont unifiés. Un grand pas a été accompli. Soixante ans après la création de l'Académie, le rêve de la langue littéraire commune devient une réalité.

## Participants
La liste des participants:
| - Plazido Mujika - Juan Garmendia Kortadi - Piarres Lafitte - Luis Villasante - Imanol Berriatua - Manuel Lekuona - Antonio Labaien - Jose Antonio Arkotxa - Julita Berrojalbiz - Balendin Aurre Apraiz - Eufronio Agirre (?) - Bernabe Berezibar - Koldo Mitxelena | - Plazido Mujika - Juan Garmendia Kortadi - Piarres Lafitte - Luis Villasante - Imanol Berriatua - Manuel Lekuona - Antonio Labaien - Jose Antonio Arkotxa - Julita Berrojalbiz - Balendin Aurre Apraiz - Eufronio Agirre (?) - Bernabe Berezibar - Koldo Mitxelena | - Jose Luis Zurutuza - Karmelo Etxenagusia - Andoni Amutxategi - Anbrosio Zatarain - Nikolas Barrenetxea - Santi Onaindia (?) - Balendin Lasuen (?) - Juan Mari Lekuona (?) - Gabriel Aresti - Ibon Sarasola - Mikel Zarate - Julene Azpeitia - Isodoro Bastarrika | - Jose Luis Zurutuza - Karmelo Etxenagusia - Andoni Amutxategi - Anbrosio Zatarain - Nikolas Barrenetxea - Santi Onaindia (?) - Balendin Lasuen (?) - Juan Mari Lekuona (?) - Gabriel Aresti - Ibon Sarasola - Mikel Zarate - Julene Azpeitia - Isodoro Bastarrika | - Patxi Altuna - Josu Oregi - Jose Basterretxea - Piarres Xarriton - Bitoriano Gandiaga - Iñaki Beristain - Joan Mari Torrealdai - Emile Larre - Ramon Saizarbitoria - Rikardo Arregi (?) - Juan San Martin - Pedro Berrondo | - Patxi Altuna - Josu Oregi - Jose Basterretxea - Piarres Xarriton - Bitoriano Gandiaga - Iñaki Beristain - Joan Mari Torrealdai - Emile Larre - Ramon Saizarbitoria - Rikardo Arregi (?) - Juan San Martin - Pedro Berrondo |